# Open Geospatial Consortium
Open Geospatial Consortium (OGC) — международная некоммерческая организация, ведущая деятельность по разработке стандартов в сфере геопространственных данных и сервисов, созданная в 1994 году. В настоящее время координирует деятельность более 500 правительственных, коммерческих, некоммерческих и научно-исследовательских организаций с целью разработки и внедрения консенсусных решений в области открытых стандартов для геопространственных данных, обработки данных геоинформационных систем и совместного использования данных.

## История
Предшественником OGC была организация Open GRASS Foundation (OGF), созданная в 1992 году. С 1994 по 2004 год организация действовала под названием Open GIS Consortium. Подробная история OGC изложена на её официальном сайте.

## Стандарты
Большинство стандартов OGC основано на принципах, изложенных в базовой модели данных для представления географических характеристик под названием Abstract Specification. На основе базовой модели участники консорциума разработали и продолжают разрабатывать большое число спецификаций или стандартов для обслуживания конкретных потребностей организаций-участников в области геопространственных технологий и сервисов, включая ГИС.
Более подробная информация о стандартах OGC здесь: http://www.opengeospatial.org/standards Архивная копия от 9 мая 2008 на Wayback Machine.

Отношения между клиентами/серверами и протоколами OGC

Базовый набор стандартов OGC содержит более 30 стандартов, в том числе:
- GeoJSON – формат для кодирования коллекций простых географических объектов вместе с их непространственными атрибутами с использованием JSON[1]

- CSW — en:Catalog Service for the Web: доступ к каталогу информации
- GML — en:Geography Markup Language: XML-формат для географической информации
- en:GeoXACML — Geospatial eXtensible Access Control Markup Language (по состоянию на 2009 год — в процессе стандартизации)
- KML — язык разметки Keyhole: схема на основе языка XML для выражения географической аннотации и визуализации на существующих (или будущих) двумерных веб-картах и трехмерных браузерах
- en:Observations and Measurements
- en:OGC Reference Model — полный набор эталонных моделей
- OGC Web Services Context Document
- OWS — OGC Web Service
- SOS — en:Sensor Observation Service — веб-сервис для запроса данных от сенсора в реальном времени, часть Sensor web[5]
- SPS -Sensor Planning Service (датчик службы планирования)[6]
- en:SensorML — стандарт, предоставляющий стандартные модели и кодировку XML для описания датчиков и процессов измерения
- en:SensorThings API[7] — открытая единая база для соединения устройств, данных и приложений через Интернет. Находится в стадии утверждения.
- SFS — Simple Features SQL
- SLD — Styled Layer Descriptor — инструмент описания появления слоёв карты на базе XML
- SRID — Spatial Reference System Identifier — идентификатор тождественности пространственных систем координат
- en:WaterML — информационная модель для представления гидрологических данных
- WCS — en:Web Coverage Service — обеспечивает доступ и обработку Coverage data
- WCPS — en:Web Coverage Processing Service — обеспечивает язык запросов для специальной обработки Coverage data
- WFS — en:Web Feature Service — инструмент для получения или изменения описания функций
- WMS — Web Map Service — стандартный протокол для обслуживания через Интернет географически привязанных изображений, генерируемых картографическим сервером на основе данных из БД ГИС
- WMTS — en:Web Map Tile Service — стандартный протокол для обеспечения отображения изображения в мозаичном формате
- WPS — en:Web Processing Service — протокол сервиса удалённой обработки данных
- en:GeoSPARQL — Geographic SPARQL Protocol и RDF Query Language[8] — представление и запросы геопространственных данных для Semantic Web
- WTS — Web Terrain Service.

Дизайн стандартов изначально был основан на парадигме веб-сервисов на протоколе HTTP, но со временем был расширен для протокола SOAP и WSDL-документов. Значительный прогресс был достигнут в использовании веб-сервисов REST.

## Организационная структура
OGC имеет три оперативных подразделения:
- Программа спецификации;
- Программа интероперабельности;
- Внутренних и внешних коммуникаций.

## Сотрудничество с другими организациями
OGC имеет тесную связь с техническим комитетом ISO/TC 211, сформированным в рамках ISO, и занимающимся стандартами в области географической информации/геоматики). Стандарты серии ISO 19100, разрабатываемые этим комитетом, постепенно заменяют спецификации OGC. Кроме того, такие стандарты OGC как Web Map Service, GML, Web Feature Service, Observations and Measurements и Simple Features Access уже стали стандартами ISO.
OGC сотрудничает с более чем 20-ю международными организациями, работающими в сфере стандартизации, включая W3C, OASIS, WfMC и Инженерный совет Интернета.